# 塔伊国家公园
塔伊国家公园（Parc National de Taï）是科特迪瓦的一座国家公园，位於象牙海岸西南部的塔布省、蘇布雷省和吉格洛省內，也是西非地区最后较为完整保留的热带雨林之一。占地面積33.5萬公頃，周圍另有約15.6萬公頃的森林保護區，其中9萬公頃位於塔伊國家公園北部，塔伊公園北鄰吉格洛水庫，卡瓦利河的兩條支流在其間流過，並形成塞萊迪奧瀑布和納瓦瀑布，自然風光十分優美。联合国教科文组织因当地动植物种类繁多，于1982年将其列为世界遗产。当地共有5种哺乳动物列入国际自然保护联盟濒危物种红色名录，分别是倭河马、綠疣猴、豹、黑猩猩和珍氏遁羚。
塔伊国家公园所辖的雨林是塔伊森林伊波拉病毒（TAFV）的自然源地。世界卫生组织对当地靠近阿比让国际机场表示担忧。

## 历史
1926年开辟莫伊-卡瓦利森林區保護公園，1933年又將其改為物種專門保護區，后于1972年升级为国家公园。1978年列入联合国教科文组织生物圈保护区，1982年成为世界遗产。

## 環境及物種
由於特殊的地理環境和氣候條件，在塔伊國家公園內生長著兩大類原始森林，一類是主要由單性大果柏構成的茂密原始森林，另一類是由柿樹構成的原始森林。這兩種類型的原始森林，特別是以柿樹為主的原始森林，被稱為世界地方性植物種類的巨大寶庫。植物學家認定早已滅絕的植物，在塔伊公園內竟然成片地被發現，特別是園內大量生長的一種罕見的紫穗槐，這種紫穗槐僅於19世紀在喀麥隆發現過一例。塔伊國家公園內不僅生長著珍稀的各種植物，而且還棲息著品種繁多的瀕臨滅絕的野生動物，如猿猴、賴比瑞亞矮河馬、斑鹿羚羊、金丁克羚羊和奧吉比羚羊等，它們均是塔伊國家公園所特有的動物物種。因此，塔伊國家公園具有特別重要的科學研究價值。為了保護塔伊國家公園這片世界上所剩不多、擁有可觀面積的熱帶原始森林區和公園內的珍稀植物和動物，園內僅開放涅科埃山區面積3萬公頃的森林地帶供遊人參觀遊覽，其他地區未經許可均不得入內。

## 登录基准
该世界遗产被认为满足世界遺產登錄基準中的以下基準而予以登錄：
- （vii）包含出色的自然美景与美学重要性的自然现象或地区。
- （x）拥有最重要及显著的多元性生物自然生态栖息地，包含从保育或科学的角度来看，符合普世价值的濒临绝种动物种。